# Lycia burrowsi
Lycia burrowsi là một loài bướm đêm trong họ Geometridae.